# Holly Valance
Holly Rachel Vukadinović (Melbourne, 11 mei 1983), beter bekend als Holly Valance, is een Australische actrice en zangeres. Ze heeft een Servische vader en een Britse moeder, maar is in Australië geboren. Valance speelde als actrice onder meer 250 afleveringen de rol van Felicity (Flick) Scully in de Australische soap Neighbours.

## Carrière
In 2002 bracht Valance haar eerste muziekalbum Footprints uit. In Nederland kwamen van dit album drie liedjes in de top 40. Kiss kiss (gebaseerd op het nummer Simarik van de Turkse zanger Tarkan was de grootste hit. Ze bracht in 2003 nog een tweede album uit, getiteld State of Mind, maar na tegenvallende verkoopresultaten werd ze ontslagen door haar platenmaatschappij. Hierna richtte ze zich vooral op het acteren.

## Discografie

### Singles
| Single met eventuele hitnotering(en) in de Nederlandse Top 40 | Datum van verschijnen | Datum van binnenkomst | Hoogste positie | Aantal weken | Opmerkingen |
| ------------------------------------------------------------- | --------------------- | --------------------- | --------------- | ------------ | ----------- |
| Kiss kiss                                                     |                       | 1-6-2002              | 24              | 6            |             |
| Down boy                                                      |                       | 26-10-2002            | 34              | 3            |             |
| Naughty girl                                                  |                       | 1-2-2003              | 39              | 2            |             |

### Albums
- Footprints (2002)
- State of mind (2003)

## Filmografie
- Taken (2008)
- Pledge This! (2006)
- DOA: Dead or Alive (2006)

### Televisie
- Prison Break - 5 afleveringen (2005-2006)
- Neighbours - 420 afleveringen (1999-2005)